# فرضعلی قوشچی
فرضعلی قوشچی (به لاتین: Farzali Kushchu) یک منطقه مسکونی در جمهوری آذربایجان است که در شهرستان تووز واقع شده است.